# Elementär ekvivalens
Elementär ekvivalens är ett begrepp inom modellteori.

## Elementärt ekvivalenta strukturer
Två formella strukturer {\displaystyle {\underline {A}}} och {\displaystyle {\underline {B}}} är elementärt ekvivalenta, i symboler {\displaystyle {\underline {A}}\equiv {\underline {B}}}, om {\displaystyle {\underline {A}}} och {\displaystyle {\underline {B}}} satisfierar samma första ordningens satser.
En första ordningens teori är fullständig om och endast om alla dess modeller är elementärt ekvivalenta.

## Elementära delstrukturer och elementära extensioner
{\displaystyle {\underline {A}}} är en elementär delstruktur till {\displaystyle {\underline {B}}} ({\displaystyle {\underline {B}}} är en elementär extension av {\displaystyle {\underline {A}}}), i symboler {\displaystyle {\underline {A}}\preceq {\underline {B}}}, om det för alla första ordningens formler {\displaystyle \varphi (x_{1},\dots ,x_{n})} och element {\displaystyle a_{1},\dots ,a_{n}\in A} gäller att
{\displaystyle {\underline {A}}\models \varphi (a_{1},\dots ,a_{n})} omm {\displaystyle {\underline {B}}\models \varphi (a_{1},\dots ,a_{n})}.

## Elementära inbäddningar
{\displaystyle {\underline {A}}} är elementärt inbäddbar i {\displaystyle {\underline {B}}}, om det finns en elementär delstruktur till {\displaystyle {\underline {B}}} som är isomorf med {\displaystyle {\underline {A}}}